# 레지오 마리아
레지오 마리아(Legio Maria)는 아프리카 토착교회이자 신흥 종교로서, 케냐 서부의 루오인들 사이에서 탄생하였다. 1961년에 결성되었다. 현재 약 350~400만 명의 신도가 있으며 직원 수는 700명 이상의 사제, 120명의 비숍, 29명의 추기경, 그리고 1명의 교황으로 구성된다.